# Simulium mayumbense
Simulium mayumbense är en tvåvingeart som beskrevs av Alex Fain och Elsen 1973. Simulium mayumbense ingår i släktet Simulium och familjen knott.
Artens utbredningsområde är Kongo. Inga underarter finns listade i Catalogue of Life.